# Lakština
Lakština (laksky лакку маз) je kavkazský jazyk, kterým hovoří Lakové v ruské republice Dagestánu, kde je jedním z množství úředních jazyků. K zápisu se používá rozšířená azbuka, před jejím ustanovením r. 1938 se užívalo také arabské písmo či latinka (ta byla oficiální v letech 1928–1938).

## Příklady

### Číslovky
| Laksky | Česky |
| ца     | jeden |
| кIива  | dva   |
| шамма  | tři   |
| мукьва | čtyři |
| ххюва  | pět   |
| ряхва  | šest  |
| арулва | sedm  |
| мяйва  | osm   |
| урчIва | devět |
| ацIва  | deset |